# Liu Shaoqi
Liu Shaoqi (ur. 24 listopada 1898 w Ningxiang, zm. 12 listopada 1969 w Kaifeng) – chiński polityk i teoretyk komunistyczny. W latach 1959–1968 przewodniczący Chińskiej Republiki Ludowej.

## Życiorys
Urodził się w bogatej chłopskiej rodzinie w Ningxiang w prowincji Hunan. Uczęszczał do tej samej szkoły, co Mao Zedong w stolicy prowincji, mieście Changsha, następnie studiował w Szanghaju i Pekinie. W 1921 wstąpił do Komunistycznej Partii Chin i został wysłany na studia do Moskwy. Po powrocie do Chin w 1922 poprowadził kilka strajków kolejarzy. W latach 1925–1926 był przywódcą strajków i wystąpień robotniczych w okręgach górniczych na pograniczu prowincji Hunan i Jiangxi. Od 1927 był członkiem Komitetu Centralnego KPCh. W 1932 został członkiem Biura Politycznego i równocześnie sekretarzem KPCh w prowincji Fujian. W 1934 wziął udział w Wielkim Marszu. Ponownie wyjechał do Moskwy, a po powrocie został komisarzem politycznym Nowej Czwartej Armii. W 1942 został wybrany do Biura Politycznego KPCh. W 1948 poślubił swoją sekretarkę, Wang Guangmei.
Po utworzeniu Chińskiej Republiki Ludowej w 1949 Liu zajął się sprawami gospodarczymi. Był zwolennikiem centralnego planowania i rozwijania przemysłu ciężkiego ma modłę radziecką. W latach 1954–1959 był przewodniczącym Stałego Komitetu OZPL. Sceptycznie odnosił się do wielkiego skoku naprzód i przez to stał się przeciwnikiem Mao. 
Od 27 kwietnia 1959 do 31 października 1968 pełnił funkcję przewodniczącego ChRL. Od 1962 był postrzegany przez Mao Zedonga jako chiński Nikita Chruszczow, mogący zagrozić kultowi jego osoby. 
Po rozpoczęciu w 1966 rewolucji kulturalnej wraz z Deng Xiaopingiem został uznany za reprezentanta "linii burżuazyjnej", wkrótce nasiliły się ataki personalne na niego. W 1968 Liu został potępiony, zmuszony do samokrytyki i usunięty ze wszystkich stanowisk i partii. Aresztowany i zamknięty w areszcie domowym wkrótce zniknął. 
Dopiero po zakończeniu rewolucji kulturalnej i śmierci Mao w 1976 poznano jego losy. W 1969 zmarł w więzieniu w Kaifengu. Doprowadziły do tego złe warunki życia oraz nieleczona cukrzyca i zapalenie płuc.

## Rehabilitacja i upamiętnienie
W lutym 1980, po objęciu władzy przez Deng Xiaopinga, został pośmiertnie zrehabilitowany. Od tego momentu jego nazwisko jest stale wymieniane wśród najważniejszych chińskich rewolucjonistów i działaczy państwowych.
23 listopada 2018 Sekretarz Generalny Komunistycznej Partii Chin Xi Jinping wygłosił przemówienie w Wielkiej Hali Ludowej w Pekinie z okazji zbliżającej się 120. rocznicy urodzin Liu Shaoqi.

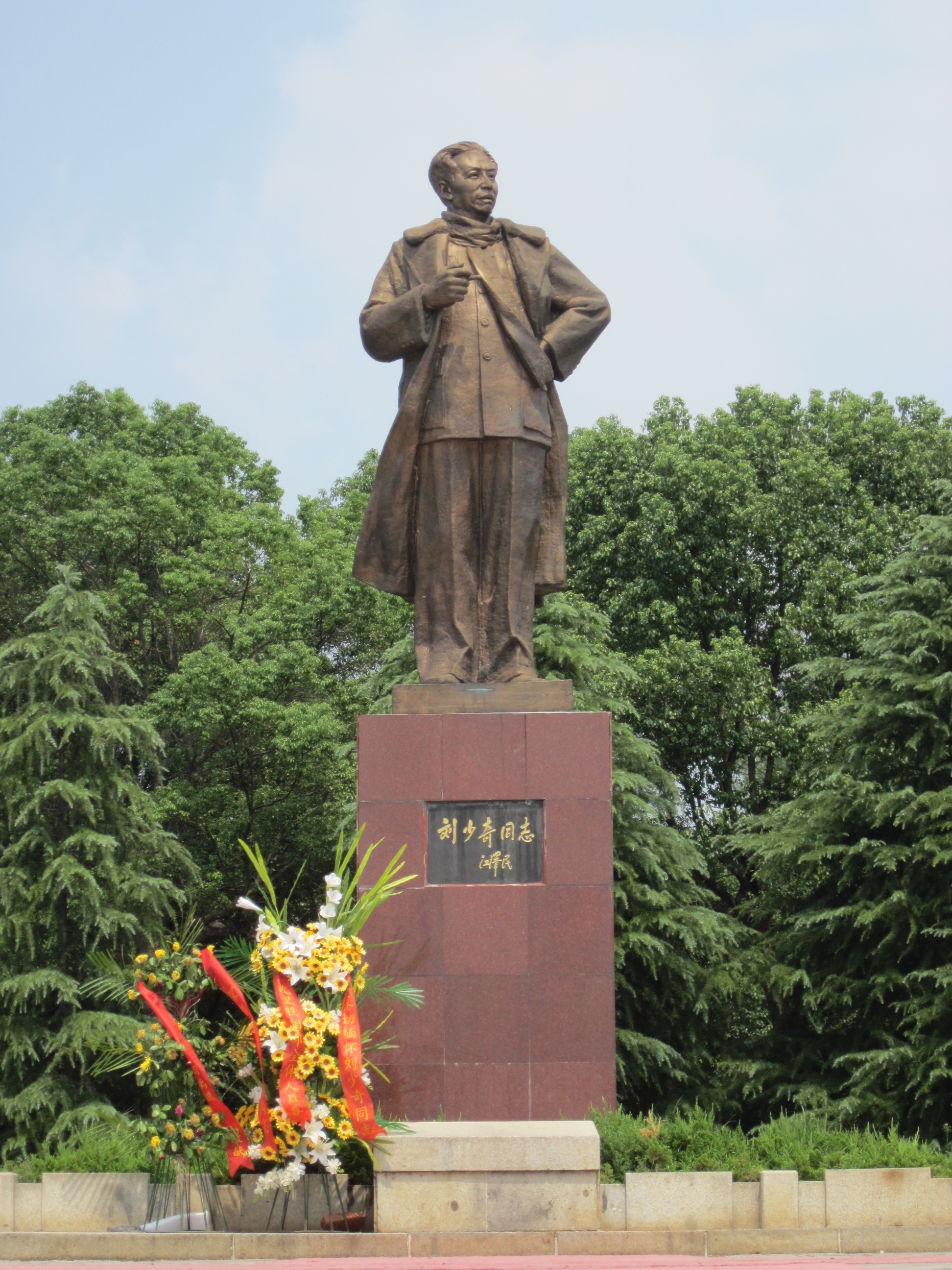
Brązowy pomnik Liu Shaoqi